# Thomas J. Sargent
Thomas John "Tom" Sargent (Pasadena, Califòrnia, 19 de juliol de 1943) és un economista nord-americà, especialitzat en els camps de la macroeconomia, l'economia monetària i l'econometria. És conegut com un dels líders de la revolució de les expectatives racionals i com a autor de nombrosos treballs pioners. Al costat de Neil Wallace va desenvolupar la caracterització de l'estabilitat de "punt de sella" de l'equilibri de les expectatives racionals. En 2011 va ocupar el lloc 17º entre els economistes més citats del món. El 10 d'octubre de 2011 Sargent, al costat de Christopher A. Sims, va ser guardonat amb el Premi Nobel d'Economia.